# Michael Roolf
Michael Roolf (* 29. Mai 1961 in Wismar) ist ein ehemaliger deutscher Politiker (FDP) und Inhaber eines Reifenunternehmens. 2006 bis 2011 war er Fraktionsvorsitzender der FDP im Landtag von Mecklenburg-Vorpommern.

## Leben
Roolf besuchte von 1967 bis 1977 die Polytechnische Oberschule in Wismar. Im Anschluss absolvierte er eine zweijährige Lehre zum Vulkaniseur. Gleichzeitig holte er an der EOS sein Abitur nach. Von 1982 bis 1984 ließ er sich zum Vulkaniseurmeister ausbilden. 1990 übernahm er den Reifenservice seiner  Eltern und gründete zwei Jahre später ein Mazda-Autohaus.
Seine politische Karriere begann im Oktober 1993 mit dem Eintritt in die FDP. Im September 1999 wurde er zum Kreisvorsitzenden der Partei in Wismar gewählt und übte von 1999 bis Dezember 2004 in der Bürgerschaft der Hansestadt sein erstes Mandat aus.
Im November 2005 wurde er zum Spitzenkandidaten der FDP für die anstehende Landtagswahl in Mecklenburg-Vorpommern gewählt und zog schließlich nach der Wahl am 17. September 2006 in den Landtag ein. Er war Mitglied im Landtagsausschuss für Wirtschaft, Arbeit und Tourismus und Verkehr, Bau und Landesentwicklung.
Zu Beginn des Jahres 2017 trat Roolf aus der Partei aus.